# Liste der DIN-VDE-Normen/Gruppe 5
Die Liste der DIN-VDE-Normen/Gruppe 5 enthält die Normen des Verband der Elektrotechnik, Elektronik und Informationstechnik (kurz VDE), die in dessen Listen erfasst sind. Anmerkung: Die Liste erhebt keinen Anspruch auf Aktualität. Eine aktuelle Liste dieser Normen kann auf der Website vom VDE-Verlag abgerufen werden.

## VDE 0500 bis VDE 0599
| DIN-Notation           | VDE-Notation                    | Stand   | Norminhalt |
| ---------------------- | ------------------------------- | ------- | --- |
| DIN EN 60086-4         | VDE 0509-4                      | 2015-09 | Primärbatterien - Teil 4: Sicherheit von Lithium-Batterien - (IEC 60086-4:2014); Deutsche Fassung EN 60086-4:2015 |
| DIN EN 60086-5         | VDE 0509-5                      | 2012-01 | Primärbatterien - Teil 5: Sicherheit von Batterien mit wässrigem Elektrolyt - (IEC 60086-5:2011); Deutsche Fassung EN 600865:2011 |
| DIN EN 62281           | VDE 0509-6                      | 2013-10 | Sicherheit von Primär- und Sekundär-Lithiumbatterien beim Transport - (IEC 62281:2012); Deutsche Fassung EN 62281:2013 |
| DIN EN 50272-1         | VDE 0510-1                      | 2011-10 | Sicherheitsanforderungen an Batterien und Batterieanlagen - Teil 1: Allgemeine Sicherheitsinformationen; - Deutsche Fassung EN 50272-1:2010 |
| DIN EN 50272-2         | VDE 0510-2                      | 2001-12 | Sicherheitsanforderungen an Batterien und Batterieanlagen - Stationäre Batterien - Deutsche Fassung EN 50272-2:2001 |
|                        | VDE-AR-E 2510-2 Anwendungsregel | 2015-09 | Stationäre elektrische Energiespeichersysteme vorgesehen zum Anschluss an das Niederspannungsnetz |
| DIN VDE 0510-7         | VDE 0510-7                      | 1988-08 | Akkumulatoren und Batterieanlagen - Einsatz von Gerätebatterien |
| DIN EN 62133           | VDE 0510-8                      | 2013-10 | Akkumulatoren und Batterien mit alkalischen oder anderen nicht säurehaltigen Elektrolyten - Sicherheitsanforderungen für tragbare gasdichte Akkumulatoren und daraus hergestellte Batterien für die Verwendung in tragbaren Geräten - (IEC 62133:2012); Deutsche Fassung EN 62133:2013                                                                              |
| DIN EN 62133           | VDE 0510-81 und 82              | 2017-11 | Akkumulatoren und Batterien mit alkalischen oder anderen nicht säurehaltigen Elektrolyten - Sicherheitsanforderungen für tragbare gasdichte Akkumulatoren und daraus hergestellte Batterien für die Verwendung in tragbaren Geräten - (IEC 62133:2017); Deutsche Fassung EN 62133:2017                                                                              |
| DIN V VDE V 0510-11    | VDE V 0510-11                   | 2008-08 | Sicherheitsanforderungen an Lithium-Sekundärbatterien für Hybridfahrzeuge und mobile Anwendungen |
| DIN EN 50342-2         | VDE 0510-21                     | 2015-10 | Blei-Akkumulatoren-Starterbatterien - Teil 2: Maße von Batterien und Kennzeichnung von Anschlüssen; - Deutsche Fassung EN 50342-2:2007 + A1:2014 |
| DIN EN 50342-3         | VDE 0510-22                     | 2009-10 | Blei-Akkumulatoren-Starterbatterien - Teil 3: Anschlusssystem für Batterien mit 36 V Nennspannung; - Deutsche Fassung EN 50342-3:2008 |
| DIN EN 50342-4         | VDE 0510-23                     | 2010-07 | Blei-Akkumulatoren-Starterbatterien - Teil 4: Maße von Nutzkraftwagen-Batterien; - Deutsche Fassung EN 50342-4:2009 |
| DIN EN 50342-5         | VDE 0510-24                     | 2011-11 | Blei-Akkumulatoren-Starterbatterien - Teil 5: Eigenschaften der Batteriekästen und -griffe; -Deutsche Fassung EN 50342-5:2010 |
| DIN EN 61056-1         | VDE 0510-25                     | 2013-06 | Bleibatterien für allgemeine Anwendungen (verschlossen) - Teil 1: Allgemeine Anforderungen, Eigenschaften – Prüfverfahren - (IEC 61056-1:2012); Deutsche Fassung EN 61056-1:2012 |
| DIN EN 61056-2         | VDE 0510-26                     | 2013-06 | Bleibatterien für allgemeine Anwendungen (verschlossen) - Teil 2: Maße, Anschlüsse und Kennzeichnung - (IEC 61056-2:2012 + Corrigendum Okt. 2012); Deutsche Fassung EN 61056-2:2012 |
| DIN EN 60952-1         | VDE 0510-30                     | 2014-04 | Flugzeugbatterien - Teil 1: Allgemeine Prüfverfahren und Leistungsmerkmale - (IEC 60952-1:2013); Deutsche Fassung EN 609521:2013 |
| DIN EN 61951-2         | VDE 0510-31                     | 2012-03 | Akkumulatoren und Batterien mit alkalischem oder anderen nichtsäurehaltigen Elektrolyten – Tragbare wiederaufladbare gasdichte Einzelzellen -Teil 2: Nickel-Metallhydrid - (IEC 61951-2:2011); Deutsche Fassung EN 61951-2:2011 |
| DIN EN 61982           | VDE 0510-32                     | 2013-04 | Sekundärbatterien (ausgenommen Lithium-Batterien) für den Antrieb von Elektrostraßenfahrzeugen - Kapazitäts- und Lebensdauerprüfungen - (IEC 61982:2012); Deutsche Fassung EN 61982:2012 |
| DIN EN 62660-1         | VDE 0510-33                     | 2012-04 | Lithium-Ionen-Sekundärzellen für den Antrieb von Elektrostraßenfahrzeugen - Teil 1: Prüfung des Leistungsverhaltens - (IEC 62660-1:2010); Deutsche Fassung EN 62660-1:2011 |
| DIN EN 62660-2         | VDE 0510-34                     | 2012-04 | Lithium-Ionen-Sekundärzellen für den Antrieb von Elektrostraßenfahrzeugen - Teil 2: Zuverlässigkeits- und Missbrauchsprüfung - (IEC 62660-2:2010); Deutsche Fassung EN 62660-2:2011 |
| DIN EN 62620           | VDE 0510-35                     | 2015-09 | Akkumulatoren und Batterien mit alkalischen oder anderen nichtsäurehaltigen Elektrolyten - Lithium-Akkumulatoren und -batterien für industrielle Anwendungen - (IEC 62620:2014); Deutsche Fassung EN 62620:2015 |
| DIN EN 62675           | VDE 0510-36                     | 2015-08 | Akkumulatoren und Batterien mit alkalischen oder anderen nichtsäurehaltigen Elektrolyten - Prismatische wiederaufladbare gasdichte Nickel-Metallhydrid-Einzelzellen für industrielle Anwendungen - (IEC 62675:2014); Deutsche Fassung EN 62675:2014 |
| DIN EN 60952-2         | VDE 0510-37                     | 2014-04 | Flugzeugbatterien - Teil 2: Anforderungen für Entwurf und Konstruktion - (IEC 60952-2:2013); Deutsche Fassung EN 609522:2013 |
| DIN EN 60952-3         | VDE 0510-38                     | 2014-04 | Flugzeugbatterien - Teil 3: Produktspezifikation und Erklärung zu Entwurf und Leistung (DDP) - (IEC 60952-3:2013); Deutsche Fassung EN60952-3:2013 |
| DIN EN 61427-1         | VDE 0510-40                     | 2014-02 | Wiederaufladbare Zellen und Batterien für die Speicherung erneuerbarer Energien – Allgemeine Anforderungen und Prüfverfahren - Teil 1: Photovoltaische netzunabhängige Anwendung - (IEC 61427-1:2013); Deutsche Fassung EN 61427-1:2013 |
| DIN EN 62485-3         | VDE 0510-47                     | 2015-09 | Sicherheitsanforderungen an Batterien und Batterieanlagen - Teil 3: Antriebsbatterien für Elektrofahrzeuge - (IEC 62485-3:2014); Deutsche Fassung EN 62485-3:2014 |
| DIN EN 61951-1         | VDE 0510-53                     | 2014-10 | Akkumulatoren und Batterien mit alkalischen oder anderen nichtsäurehaltigen Elektrolyten – Tragbare wiederaufladbare gasdichte Einzelzellen - Teil 1: Nickel-Cadmium - (IEC 61951-1:2013); Deutsche Fassung EN 61951-1:2014 |
| DIN EN 50342-1         | VDE 0510-101                    | 2012-10 | Blei-Akkumulatoren-Starterbatterien - Teil 1: Allgemeine Anforderungen und Prüfungen; - Deutsche Fassung EN 50342-1:2006 + A1:2011 |
| DIN EN 50272-4         | VDE 0510-104                    | 2007-10 | Sicherheitsanforderungen an Batterien und Batterieanlagen - Teil 4: Batterien für tragbare Geräte; - Deutsche Fassung EN 502724:2007 |
| DIN EN 50342-7         | VDE 0510-342-7                  | 2016-07 | Blei-Akkumulatoren-Starterbatterien - Teil 7: Allgemeine Anforderungen und Prüfungen von Motorradbatterien; - Deutsche Fassung EN 50342-7:2015 |
| DIN EN 60034-1         | VDE 0530-1                      | 2011-02 | Drehende elektrische Maschinen - Teil 1: Bemessung und Betriebsverhalten - (IEC 60034-1:2010, modifiziert); Deutsche Fassung EN 60034-1:2010 + Cor.:2010 |
| DIN EN 60034-2-1       | VDE 0530-2-1                    | 2015-02 | Drehende elektrische Maschinen - Teil 2-1: Standardverfahren zur Bestimmung der Verluste und des Wirkungsgrades aus Prüfungen (ausgenommen Maschinen für Schienen- und Straßenfahrzeuge) - (IEC 60034-2-1:2014); Deutsche Fassung EN 60034-2-1:2014 |
| DIN EN 60034-2-2       | VDE 0530-2-2                    | 2010-10 | Drehende elektrische Maschinen - Teil 2-2: Besondere Verfahren zur Bestimmung der Einzelverluste großer elektrischer Maschinen aus Prüfungen – Ergänzung zu IEC 60034-2-1 - (IEC 60034-2-2:2010); Deutsche Fassung EN 60034-2-2:2010 |
| DIN EN 60034-3         | VDE 0530-3                      | 2009-03 | Drehende elektrische Maschinen - Teil 3: Besondere Anforderungen an Synchrongeneratoren angetrieben durch Dampfturbinen oder Gasturbinen - (IEC 60034-3:2007); Deutsche Fassung EN 60034-3:2008 |
| DIN EN 60034-4         | VDE 0530-4                      | 2009-04 | Drehende elektrische Maschinen - Teil 4: Verfahren zur Ermittlung der Kenngrößen von Synchronmaschinen durch Messungen - (IEC 60034-4:2008); Deutsche Fassung EN 60034-4:2008 |
| DIN EN 60034-5         | VDE 0530-5                      | 2007-09 | Drehende elektrische Maschinen - Teil 5: Schutzarten aufgrund der Gesamtkonstruktion von drehenden elektrischen Maschinen (IP-Code) - Einteilung - (IEC 60034-5:2000 + Corrigendum 2001 + A1:2006); Deutsche Fassung EN 60034-5:2001 + A1:2007 |
| DIN EN 60034-6         | VDE 0530-6                      | 1996-08 | Drehende elektrische Maschinen - Einteilung der Kühlverfahren (IC-Code) - (IEC 60034-6:1991); Deutsche Fassung EN 600346:1993 |
| DIN EN 60034-7         | VDE 0530-7                      | 2001-12 | Drehende elektrische Maschinen - Klassifizierung der Bauarten, der Aufstellungsarten und der Klemmkasten-Lage (IM-Code) - (IEC 60034-7:1992 + A1:2000); Deutsche Fassung EN 60034-7:1993 + A1:2001 |
| DIN EN 60034-8         | VDE 0530-8                      | 2014-10 | Drehende elektrische Maschinen - Teil 8: Anschlussbezeichnungen und Drehsinn - (IEC 60034-8:2007 + A1:2014); Deutsche Fassung EN 60034-8:2007 + A1:2014 |
| DIN EN 60034-9         | VDE 0530-9                      | 2008-01 | Drehende elektrische Maschinen - Teil 9: Geräuschgrenzwerte - (IEC 60034-9:2003, modifiziert + A1:2007); Deutsche Fassung EN 60034-9:2005 + A1:2007 |
| DIN EN 60034-9         | VDE 0530-9 Berichtigung 1       | 2008-04 | Berichtigungen zu DIN EN 60034-9 (VDE 0530-9):2008-01 |
| DIN EN 60034-11        | VDE 0530-11                     | 2005-04 | Drehende elektrische Maschinen - Teil 11: Thermischer Schutz - (IEC 60034-11:2004); Deutsche Fassung EN 60034-11:2004 |
| DIN EN 60034-12        | VDE 0530-12                     | 2008-04 | Drehende elektrische Maschinen - Teil 12: Anlaufverhalten von Drehstrommotoren mit Käfigläufer ausgenommen polumschaltbare Motoren - (IEC 60034-12:2002 + A1:2007); Deutsche Fassung EN 60034-12:2002 + A1:2007 |
| DIN EN 60034-14        | VDE 0530-14                     | 2008-03 | Drehende elektrische Maschinen - Teil 14: Mechanische Schwingungen von bestimmten Maschinen mit einer Achshöhe von 56 mm und höher – Messung, Bewertung und Grenzwerte der Schwingstärke - (IEC 60034-14:2003 + A1:2007); Deutsche Fassung EN 60034-14:2004 + A1:2007                                                                                               |
| DIN EN 60034-15        | VDE 0530-15                     | 2010-02 | Drehende elektrische Maschinen - Teil 15: Steh-Stoßspannungspegel von Formspulen im Ständer drehender Wechselstrommaschinen - (IEC 60034-15:2009); Deutsche Fassung EN 60034-15:2009 |
| DIN EN 60034-16-1      | VDE 0530-16 Beiblatt 1          | 2001-09 | Drehende elektrische Maschinen - Erregersysteme für Synchronmaschinen - Modelle für Netzstudien - IEC 60034-16-1:1991 (Technischer Report) |
| DIN EN 60034-16-1      | VDE 0530-16                     | 2011-10 | Drehende elektrische Maschinen - Teil 16-1: Erregersysteme für Synchronmaschinen – Begriffe - (IEC 60034-16-1:2011); Deutsche Fassung EN 60034-16-1:2011 |
| DIN VDE 0530-17        | VDE 0530-17                     | 2007-12 | Drehende elektrische Maschinen - Teil 17: Umrichtergespeiste Induktionsmotoren mit Käfigläufer - Anwendungsleitfaden - (IEC/TS 60034-17:2006) |
| DIN EN 60034-18-1      | VDE 0530-18-1                   | 2010-09 | Drehende elektrische Maschinen - Teil 18-1: Funktionelle Bewertung von Isoliersystemen – Allgemeine Richtlinien - (IEC 6003418-1:2010); Deutsche Fassung EN 60034-18-1:2010 |
| DIN EN 60034-18-21     | VDE 0530-18-21                  | 2013-07 | Drehende elektrische Maschinen - Teil 18-21: Funktionelle Bewertung von Isoliersystemen – Prüfverfahren für Runddrahtwicklungen – Thermische Bewertung und Klassifizierung - (IEC 60034-18-21:2012); Deutsche Fassung EN 60034-1821:2013 |
| DIN EN 60034-18-22     | VDE 0530-18-22                  | 2001-12 | Drehende elektrische Maschinen - Funktionelle Bewertung von Isoliersystemen - Prüfverfahren für Runddrahtwicklungen - Klassifizierung von Änderungen und Substitutionen von Systemkomponenten - (IEC 60034-18-22:2000); Deutsche Fassung EN 60034-18-22:2001 |
| DIN EN 60034-18-31     | VDE 0530-18-31                  | 2013-01 | Drehende elektrische Maschinen - Teil 18-31: Funktionelle Bewertung von Isoliersystemen – Prüfverfahren für Wicklungen mit vorgeformten Elementen – Thermische Bewertung und Klassifizierung von Isoliersystemen für drehende Maschinen - (IEC 6003418-31:2012); Deutsche Fassung EN 60034-18-31:2012                                                               |
| DIN EN 60034-18-32     | VDE 0530-18-32                  | 2011-06 | Drehende elektrische Maschinen - Teil 18-32: Funktionelle Bewertung von Isoliersystemen – Prüfverfahren für Wicklungen mit vorgeformten Elementen – Bewertung der elektrischen Lebensdauer - (IEC 60034-18-32:2010); Deutsche Fassung EN 60034-1832:2010 |
| DIN CLC/TS 60034-18-33 | VDE V 0530-18-33                | 2011-07 | Drehende elektrische Maschinen - Teil 18-33: Funktionale Bewertung von Isoliersystemen – Prüfverfahren für die multifunktionelle Bewertung von Wicklungen mit vorgeformten Elementen bei gleichzeitiger thermischer und elektrischer Beanspruchung der Isoliersysteme von drehenden Maschinen - (IEC/TS 60034-18-33:2010); Deutsche Fassung CLC/TS 60034-18-33:2011 |
| DIN EN 60034-18-34     | VDE 0530-18-34                  | 2012-12 | Drehende elektrische Maschinen - Teil 18-34: Funktionelle Bewertung von Isoliersystemen – Prüfverfahren für Wicklungen mit vorgeformten Elementen – Thermomechanische Bewertung von Isoliersystemen - (IEC 60034-18-34:2012); Deutsche Fassung EN 60034-18-34:2012                                                                                                  |
| DIN EN 60034-18-41     | VDE 0530-18-41                  | 2014-11 | Drehende elektrische Maschinen - Teil 18-41: Qualifizierung und Qualitätsprüfungen für teilentladungsfreie elektrische Isoliersysteme (Typ I) in drehenden elektrischen Maschinen, die von Spannungsumrichtern gespeist werden - (IEC 60034-1841:2014); Deutsche Fassung EN 60034-18-41:2014                                                                        |
| DIN CLC/TS 60034-18-42 | VDE V 0530-18-42                | 2011-07 | Drehende elektrische Maschinen - Teil 18-42: Qualifizierungs- und Abnahmeprüfungen teilentladungsresistenter Isoliersysteme (Typ II) von drehenden elektrischen Maschinen, die von Spannungsumrichtern gespeist werden - (IEC/TS 60034-18-42:2008); Deutsche Fassung CLC/TS 60034-18-42:2011                                                                        |
| DIN EN 60034-19        | VDE 0530-19                     | 2015-05 | Drehende elektrische Maschinen - Teil 19: Besondere Prüfverfahren für Gleichstrommaschinen, betrieben an gleichrichtergespeisten Leistungsversorgungen oder anderen Gleichstromquellen - (IEC 60034-19:2014); Deutsche Fassung EN 60034-19:2014 |
| DIN EN 60034-22        | VDE 0530-22                     | 2010-08 | Drehende elektrische Maschinen - Teil 22: Wechselstromgeneratoren für Stromerzeugungsaggregate mit Hubkolben-Verbrennungsmotoren - (IEC 60034-22:2009); Deutsche Fassung EN 60034-22:2009 |
| DIN V VDE V 0530-23    | VDE V 0530-23                   | 2004-01 | Drehende elektrische Maschinen - Teil 23: Leitfaden für die Überholung drehender elektrischer Maschinen - (IEC TS 6003423:2003) |
| DIN EN 88528-11        | VDE 0530-24                     | 2005-01 | Stromerzeugungsaggregate mit Hubkolben-Verbrennungsmotoren - Teil 11: Dynamische, unterbrechungsfreie Stromversorgung - Leistungsanforderungen und Prüfverfahren - (IEC 88528-11:2004); Deutsche Fassung EN 88528-11:2004 |
| DIN VDE 0530-25        | VDE 0530-25                     | 2009-08 | Drehende elektrische Maschinen - Teil 25: Leitfaden für den Entwurf und das Betriebsverhalten von Drehstrommotoren, die speziell für Umrichterbetrieb bemessen sind - (IEC/TS 60034-25:2007); Deutsche Fassung CLC/TS 60034-25:2008 |
| DIN EN 60034-26        | VDE 0530-26                     | 2007-08 | Drehende elektrische Maschinen - Teil 26: Auswirkungen von Spannungsunsymmetrien auf das Betriebsverhalten von Drehstrom-Induktionsmotoren - (IEC 60034-26:2006); Deutsche Fassung EN 60034-26:2006 |
| DIN EN 60034-26        | VDE 0530-26 Berichtigung 1      | 2015-02 | Berichtigung zu DIN EN 60034-26 (VDE 0530-26):2007-08; (IEC-Cor.:2014 zu IEC 60034-26:2006) |
| DIN CLC/TS 60034-27    | VDE V 0530-27                   | 2011-09 | Drehende elektrische Maschinen - Teil 27: Off-line-Teilentladungsmessungen an der Statorwicklungsisolation drehender Maschinen - (IEC/TS 60034-27:2006); Deutsche Fassung CLC/TS 60034-27:2011 |
| DIN EN 60034-28        | VDE 0530-28                     | 2013-11 | Drehende elektrische Maschinen - Teil 28: Prüfverfahren zur Bestimmung der Ersatzschaltbildgrößen dreiphasiger Niederspannungs-Käfigläufer-Asynchronmotoren - (IEC 60034-28:2012); Deutsche Fassung EN 60034-28:2013 |
| DIN EN 60034-29        | VDE 0530-29                     | 2009-01 | Drehende elektrische Maschinen - Teil 29: Verfahren der äquivalenten Belastung und Überlagerung – Indirekte Prüfung zur Ermittlung der Übertemperatur - (IEC 60034-29:2008); Deutsche Fassung EN 60034-29:2008 |
| DIN EN 60034-30-1      | VDE 0530-30-1                   | 2014-12 | Drehende elektrische Maschinen - Teil 30-1: Wirkungsgrad-Klassifizierung von netzgespeisten Drehstrommotoren (IE-Code) - (IEC 60034-30-1:2014); Deutsche Fassung EN 60034-30-1:2014 |
| DIN CLC/TS 60034-31    | VDE V 0530-31                   | 2011-08 | Drehende elektrische Maschinen - Teil 31: Auswahl von Energiesparmotoren einschließlich Drehzahlstellantrieben – Anwendungsleitfaden - (IEC/TS 60034-31:2010); Deutsche Fassung CLC/TS 60034-31:2011 |
| DIN EN 50209           | VDE 0530-33                     | 1998-11 | Prüfung der Isolierung von Stäben und Spulen von Hochspannungsmaschinen - Deutsche Fassung EN 50209:1998 |
| DIN CLC/TS 60034-24    | VDE V 0530-240                  | 2011-07 | Drehende elektrische Maschinen - Teil 24: Erkennung und Diagnose von möglichen Schäden an den Aktivteilen drehender elektrischer Maschinen und von Lagerströmen – Anwendungsleitfaden - (IEC/TS 60034-24:2009); Deutsche Fassung CLC/TS 60034-24:2011 |
| DIN VDE 0532-14        | VDE 0532-14                     | 2004-08 | Transformatoren und Drosselspulen - Teil 14: Luftseitige Schutzfunkenstrecken an Durchführungen |
| DIN 57532-21           | VDE 0532-21                     | 1982-03 | Transformatoren und Drosselspulen - Anlaßtransformatoren und Anlaßdrosselspulen |
| DIN EN 61378-1         | VDE 0532-41                     | 2012-05 | Stromrichtertransformatoren - Teil 1: Transformatoren für industrielle Anwendungen - (IEC 61378-1:2011); Deutsche Fassung EN 61378-1:2011 |
| DIN EN 61378-2         | VDE 0532-42                     | 2001-11 | Stromrichtertransformatoren - Transformatoren für HGÜ-Anwendungen - (IEC 61378-2:2001); Deutsche Fassung EN 613782:2001 |
| DIN EN 60076-1         | VDE 0532-76-1 Beiblatt 1        | 2015-07 | Leistungstransformatoren - Teil 1: Allgemeines; Beiblatt 1: Spannungspegel oberhalb der höchsten Spannung für Betriebsmittel Um |
| DIN EN 60076-1         | VDE 0532-76-1                   | 2012-03 | Leistungstransformatoren - Teil 1: Allgemeines - (IEC 60076-1:2011); Deutsche Fassung EN 60076-1:2011 |
| DIN EN 60076-2         | VDE 0532-76-2                   | 2012-02 | Leistungstransformatoren - Teil 2: Übertemperaturen für flüssigkeitsgefüllte Transformatoren - (IEC 60076-2:2011); Deutsche Fassung EN 60076-2:2011 |
| DIN EN 60076-3         | VDE 0532-76-3                   | 2014-08 | Leistungstransformatoren - Teil 3: Isolationspegel, Spannungsprüfungen und äußere Abstände in Luft - (IEC 60076-3:2013); Deutsche Fassung EN 60076-3:2013 |
| DIN EN 60076-4         | VDE 0532-76-4                   | 2003-06 | Leistungstransformatoren - Teil 4: Leitfaden zur Blitz- und Schaltstoßspannungsprüfung von Leistungstransformatoren und Drosselspulen - (IEC 60076-4:2002); Deutsche Fassung EN 60076-4:2002 |
| DIN EN 60076-5         | VDE 0532-76-5                   | 2007-01 | Leistungstransformatoren - Teil 5: Kurzschlussfestigkeit - (IEC 60076-5:2006); Deutsche Fassung EN 60076-5:2006 |
| DIN EN 60076-6         | VDE 0532-76-6                   | 2009-02 | Leistungstransformatoren - Teil 6: Drosselspulen -(IEC 60076-6:2007); Deutsche Fassung EN 60076-6:2008 |
| DIN IEC 60076-7        | VDE 0532-76-7                   | 2008-02 | Leistungstransformatoren - Teil 7: Leitfaden für die Belastung von ölgefüllten Leistungstransformatoren - (IEC 60076-7:2005) |
| DIN IEC 60076-7        | VDE 0532-76-7 Berichtigung 1    | 2010-07 | Berichtigung zu DIN IEC 60076-7 (VDE 0532-76-7):2008-02 |
| DIN EN 60076-10        | VDE 0532-76-10                  | 2002-04 | Leistungstransformatoren - Bestimmung der Geräuschpegel - (IEC 60076-10:2001); Deutsche Fassung EN 60076-10:2001 |
| DIN EN 60076-11        | VDE 0532-76-11                  | 2005-04 | Leistungstransformatoren - Teil 11: Trockentransformatoren - (IEC 60076-11:2004); Deutsche Fassung EN 60076-11:2004 |
| DIN EN 60076-13        | VDE 0532-76-13                  | 2007-07 | Leistungstransformatoren - Teil 13: Selbstgeschützte flüssigkeitsgefüllte Transformatoren - (IEC 60076-13:2006); Deutsche Fassung EN 60076-13:2006 |
| DIN EN 60076-14        | VDE 0532-76-14                  | 2014-08 | Leistungstransformatoren - Teil 14: Flüssigkeitsgefüllte Leistungstransformatoren mit Hochtemperatur-Isolierstoffen - (IEC 6007614:2013); Deutsche Fassung EN 60076-14:2013 |
| DIN EN 60076-16        | VDE 0532-76-16                  | 2012-05 | Leistungstransformatoren - Teil 16: Transformatoren für Windenergieanlagen-Anwendungen - (IEC 60076-16:2011); Deutsche Fassung EN 60076-16:2011 |
| DIN EN 60076-18        | VDE 0532-76-18                  | 2013-03 | Leistungstransformatoren - Teil 18: Messung des Frequenzübertragungsverhaltens - (IEC 60076-18:2012); Deutsche Fassung EN 60076-18:2012 |
| DIN EN 60214-1         | VDE 0532-214-1                  | 2015-04 | Stufenschalter - Teil 1: Leistungsanforderungen und Prüfverfahren - (IEC 60214-1:2014); Deutsche Fassung EN 60214-1:2014 |
| DIN EN 50216-1         | VDE 0532-216-1                  | 2002-09 | Zubehör für Transformatoren und Drosselspulen - Allgemeines - Deutsche Fassung EN 50216-1:2002 |
| DIN EN 50216-2         | VDE 0532-216-2                  | 2002-11 | Zubehör für Transformatoren und Drosselspulen - Buchholzrelais für flüssigkeitsgefüllte Transformatoren und Drosselspulen mit Ausdehnungsgefäß - Deutsche Fassung EN 50216-2:2002 |
| DIN EN 50216-2/A1      | VDE 0532-216-2/A1               | 2003-09 | Zubehör für Transformatoren und Drosselspulen - Teil 2: Buchholzrelais für flüssigkeitsgefüllte Transformatoren und Drosselspulen mit Ausdehnungsgefäß - Deutsche Fassung EN 50216-2:2002/A1:2002 |
| DIN EN 50216-3         | VDE 0532-216-3                  | 2007-09 | Zubehör für Transformatoren und Drosselspulen - Teil 3: Schutzrelais für ohne Gaspolster hermetisch verschlossene flüssigkeitsgefüllte Transformatoren und Drosselspulen; - Deutsche Fassung EN 50216-3:2002 + A2:2006 |
| DIN EN 50216-4         | VDE 0532-216-4                  | 2015-12 | Zubehör für Transformatoren und Drosselspulen - Teil 4: Grundzubehör (Erdungsklemme, Ablass- und Fülleinrichtungen, Thermometertasche, Radbaugruppe); - Deutsche Fassung EN 50216-4:2015 |
| DIN EN 50216-5         | VDE 0532-216-5                  | 2007-09 | Zubehör für Transformatoren und Drosselspulen - Teil 5: Flüssigkeitsstandanzeiger, Druckanzeigeeinrichtungen und Durchflussmesser, Druckentlastungsventile und Luftentfeuchter; - Deutsche Fassung EN 50216-5:2002 + A3:2006 |
| DIN EN 50216-6         | VDE 0532-216-6                  | 2002-09 | Zubehör für Transformatoren und Drosselspulen - Kühlungseinrichtungen - Abbaubare Radiatoren für Öltransformatoren - Deutsche Fassung EN 50216-6:2002 |
| DIN EN 50216-7         | VDE 0532-216-7                  | 2002-09 | Zubehör für Transformatoren und Drosselspulen - Elektrische Pumpen für Transformatorenöl - Deutsche Fassung EN 502167:2002 |
| DIN EN 50216-8         | VDE 0532-216-8                  | 2007-09 | Zubehör für Transformatoren und Drosselspulen - Teil 8: Drosselklappen für Rohrleitungskreise mit Isolierflüssigkeit; - Deutsche Fassung EN 50216-8:2005 + A1:2006 |
| DIN EN 50216-9         | VDE 0532-216-9                  | 2009-10 | Zubehör für Transformatoren und Drosselspulen - Teil 9: Öl-Wasser-Kühler; Deutsche Fassung EN 50216-9:2009 |
| DIN EN 50216-10        | VDE 0532-216-10                 | 2009-10 | Zubehör für Transformatoren und Drosselspulen - Teil 10: Öl-Luft-Kühler; Deutsche Fassung EN 50216-10:2009 |
| DIN EN 50216-11        | VDE 0532-216-11                 | 2009-04 | Zubehör für Transformatoren und Drosselspulen - Teil 11: Öl- und Wicklungstemperaturanzeiger; - Deutsche Fassung EN 5021611:2008 |
| DIN EN 50216-12        | VDE 0532-216-12                 | 2011-08 | Zubehör für Transformatoren und Drosselspulen - Teil 12: Ventilatoren; - Deutsche Fassung EN 50216-12:2011 |
| DIN EN 50464-2-1       | VDE 0532-222-1                  | 2007-12 | Ölgefüllte Drehstrom-Verteilungstransformatoren 50 Hz, 50 kVA bis 2 500 kVA mit einer höchsten Spannung für Betriebsmittel bis 36 kV - Teil 2-1: Verteilungstransformatoren mit Kabelanschlusskästen auf der Ober- und/oder Unterspannungsseite – Allgemeine Anforderungen; - Deutsche Fassung EN 50464-2-1:2007                                                    |
| DIN EN 50464-2-2       | VDE 0532-222-2                  | 2007-12 | Ölgefüllte Drehstrom-Verteilungstransformatoren 50 Hz, 50 kVA bis 2 500 kVA mit einer höchsten Spannung für Betriebsmittel bis 36 kV - Teil 2-2: Verteilungstransformatoren mit Kabelanschlusskästen auf der Ober- und/oder Unterspannungsseite – Kabelanschlusskästen Typ 1 für Verteilungstransformatoren nach EN 50464-2-1; - Deutsche Fassung EN 50464-2-2:2007 |
| DIN EN 50464-2-3       | VDE 0532-222-3                  | 2007-12 | Ölgefüllte Drehstrom-Verteilungstransformatoren 50 Hz, 50 kVA bis 2 500 kVA mit einer höchsten Spannung für Betriebsmittel bis 36 kV - Teil 2-3: Verteilungstransformatoren mit Kabelanschlusskästen auf der Ober- und/oder Unterspannungsseite – Kabelanschlusskästen Typ 2 für Verteilungstransformatoren nach EN 50464-2-1; - Deutsche Fassung EN 50464-2-3:2007 |
| DIN EN 50464-3         | VDE 0532-223                    | 2007-12 | Ölgefüllte Drehstrom-Verteilungstransformatoren 50 Hz, 50 kVA bis 2 500 kVA mit einer höchsten Spannung für Betriebsmittel bis 36 kV - Teil 3: Bestimmung der Bemessungsleistung eines Transformators bei nichtsinusförmigen Lastströmen; - Deutsche Fassung EN 50464-3:2007                                                                                        |
| DIN EN 50464-4         | VDE 0532-224                    | 2007-12 | Ölgefüllte Drehstrom-Verteilungstransformatoren 50 Hz, 50 kVA bis 2 500 kVA mit einer höchsten Spannung für Betriebsmittel bis 36 kV - Teil 4: Anforderungen und Prüfungen für druckbeanspruchte Wellwandkessel; - Deutsche Fassung EN 50464-4:2007 |
| DIN EN 50464-4/A1      | VDE 0532-224/A1                 | 2012-02 | Ölgefüllte Drehstrom-Verteilungstransformatoren 50 Hz, 50 kVA bis 2 500 kVA mit einer höchsten Spannung für Betriebsmittel bis 36 kV - Teil 4: Anforderungen und Prüfungen für druckbeanspruchte Wellwandkessel; - Deutsche Fassung EN 504644:2007/A1:2011 |
| DIN EN 50541-2         | VDE 0532-242                    | 2014-07 | Drehstrom-Trocken-Verteilungstransformatoren, 50 Hz, 100 kVA bis 3 150 kVA, mit einer höchsten Spannung für Betriebsmittel kleiner oder gleich 36 kV - Teil 2: Bestimmung der Bemessungsleistung eines Transformators bei nicht sinusförmigen Lastströmen; - Deutsche Fassung EN 50541-2:2013                                                                       |
| DIN EN 60974-1         | VDE 0544-1                      | 2013-06 | Lichtbogenschweißeinrichtungen - Teil 1: Schweißstromquellen - (IEC 60974-1:2012); Deutsche Fassung EN 60974-1:2012 |
| DIN EN 60974-2         | VDE 0544-2                      | 2013-11 | Lichtbogenschweißeinrichtungen - Teil 2: Flüssigkeitskühlsysteme - (IEC 60974-2:2013); Deutsche Fassung EN 60974-2:2013 |
| DIN EN 60974-3         | VDE 0544-3                      | 2015-12 | Lichtbogenschweißeinrichtungen - Teil 3: Lichtbogenzünd- und -stabilisierungseinrichtungen - (IEC 60974-3:2013); Deutsche Fassung EN 60974-3:2014 |
| DIN EN 60974-4         | VDE 0544-4                      | 2011-10 | Lichtbogenschweißeinrichtungen - Teil 4: Wiederkehrende Inspektion und Prüfung - (IEC 60974-4:2010); Deutsche Fassung EN 60974-4:2011 |
| DIN EN 60974-5         | VDE 0544-5                      | 2014-02 | Lichtbogenschweißeinrichtungen - Teil 5: Drahtvorschubgeräte - (IEC 60974-5:2013); Deutsche Fassung EN 60974-5:2013 |
| DIN EN 60974-6         | VDE 0544-6                      | 2011-10 | Lichtbogenschweißeinrichtungen - Teil 6: Schweißstromquellen mit begrenzter Einschaltdauer - (IEC 60974-6:2010); Deutsche Fassung EN 60974-6:2011 |
| DIN EN 60974-7         | VDE 0544-7                      | 2013-11 | Lichtbogenschweißeinrichtungen - Teil 7: Brenner - (IEC 60974-7:2013); Deutsche Fassung EN 60974-7:2013 |
| DIN EN 60974-8         | VDE 0544-8                      | 2004-12 | Lichtbogenschweißeinrichtungen - Teil 8: Gaskonsolen für Schweiß- und Plasmaschneidsysteme - (IEC 60974-8:2004); Deutsche Fassung EN 60974-8:2004 |
| DIN EN 60974-9         | VDE 0544-9                      | 2010-12 | Lichtbogenschweißeinrichtungen - Teil 9: Errichten und Betreiben - (IEC 60974-9:2010); Deutsche Fassung EN 60974-9:2010 |
| DIN EN 60974-10        | VDE 0544-10                     | 2008-09 | Lichtbogenschweißeinrichtungen - Teil 10: Anforderungen an die elektromagnetische Verträglichkeit (EMV) - (IEC 6097410:2007); Deutsche Fassung EN 60974-10:2007 |
| DIN EN 60974-11        | VDE 0544-11                     | 2011-06 | Lichtbogenschweißeinrichtungen - Teil 11: Elektrodenhalter - (IEC 60974-11:2010); Deutsche Fassung EN 60974-11:2010 |
| DIN EN 60974-13        | VDE 0544-13                     | 2012-03 | Lichtbogenschweißeinrichtungen - Teil 13: Schweißstromrückleitungsklemmen - (IEC 60974-13:2011); Deutsche Fassung EN 60974-13:2011 |
| DIN EN 50444           | VDE 0544-20                     | 2009-02 | Grundnorm zur Ermittlung der Exposition von Personen gegenüber elektromagnetischen Feldern von Einrichtungen zum Lichtbogenschweißen und artverwandten Prozessen; - Deutsche Fassung EN 50444:2008 |
| DIN EN 50504           | VDE 0544-50                     | 2009-07 | Validierung von Lichtbogenschweißeinrichtungen; - Deutsche Fassung EN 50504:2008 |
| DIN 57544-100          | VDE 0544-100                    | 1983-07 | Schweißeinrichtungen und Betriebsmittel für das Lichtbogenschweißen und verwandte Verfahren - Sicherheitstechnische Festlegungen für den Betrieb |
| DIN 57544-101          | VDE 0544-101                    | 1983-07 | Schweißeinrichtungen und Betriebsmittel für das Lichtbogenschweißen und verwandte Verfahren - Errichtung |
| DIN EN 60974-12        | VDE 0544-202                    | 2012-03 | Lichtbogenschweißeinrichtungen - Teil 12: Steckverbindungen für Schweißleitungen - (IEC 60974-12:2011); Deutsche Fassung EN 60974-12:2011 |
| DIN EN 62135-1         | VDE 0545-1                      | 2016-04 | Widerstandsschweißeinrichtungen - Teil 1: Sicherheitsanforderungen für die Konstruktion, Herstellung und Errichtung - (IEC 62135-1:2015 + Cor.:2016); Deutsche Fassung EN 62135-1:2015 |
| DIN EN 62135-2         | VDE 0545-2                      | 2015-11 | Widerstandsschweißeinrichtungen - Teil 2: Anforderungen an die elektromagnetische Verträglichkeit (EMV) - (IEC 62135-2:2015); Deutsche Fassung EN 62135-2:2015 |
| DIN EN 50445           | VDE 0545-20                     | 2009-02 | Produktfamiliennorm zur Konformitätsprüfung von Einrichtungen zum Widerstandsschweißen, Lichtbogenschweißen und artverwandten Prozessen in Bezug auf die bei der Exposition durch elektromagnetische Felder anzuwendenden Basisgrenzwerte (0 Hz bis 300 GHz); - Deutsche Fassung EN 50445:2008                                                                      |
| DIN EN 50505           | VDE 0545-21                     | 2009-03 | Grundnorm für die Bewertung der menschlichen Exposition gegenüber elektromagnetischen Feldern von Einrichtungen zum Widerstandsschweißen und für verwandte Verfahren; - Deutsche Fassung EN 50505:2008 |
| DIN VDE 0550-1         | VDE 0550-1                      | 1969-12 | Bestimmungen für Kleintransformatoren - Allgemeine Bestimmungen |
| DIN VDE 0550-3         | VDE 0550-3                      | 1969-12 | Bestimmungen für Kleintransformatoren - Besondere Bestimmungen für Trenn- und Steuertransformatoren sowie Netzanschluß- und Isoliertransformatoren über 1 000 V |
| DIN EN 60700-1         | VDE 0553-1                      | 2016-07 | Thyristorventile für Hochspannungsgleichstrom-Energieübertragung (HGÜ) - Teil 1: Elektrische Prüfung - (IEC 60700-1:2015); Deutsche Fassung EN 60700-1:2015 |
| DIN EN 61954           | VDE 0553-100                    | 2014-02 | Statische Blindleistungskompensatoren (SVC) - Prüfung von Thyristorventilen - (IEC 61954:2011 + A1:2013); Deutsche Fassung EN 61954:2011 + A1:2013 |
| DIN EN 62501           | VDE 0553-501                    | 2015-08 | Ventile von Spannungszwischenkreis-Stromrichtern (VSC) für die Hochspannungsgleichstromübertragung (HGÜ) - Elektrische Prüfung - (IEC 62501:2009 + A1:2014); Deutsche Fassung EN 62501:2009 + A1:2014 |
| DIN IEC/TR 62543       | VDE 0553-543                    | 2014-07 | Hochspannungsgleichstrom(HGÜ-)Energieübertragung mit selbstgeführten Stromrichtern (VSC) - (IEC/TR 62543:2011 + A1:2013) |
| DIN EN 62751-1         | VDE 0553-751-1                  | 2015-08 | Bestimmung der Leistungsverluste in Spannungszwischenkreis-Stromrichtern (VSC) für Hochspannungsgleichstrom(HGÜ)Systeme - Teil 1: Allgemeine Anforderungen - (IEC 62751-1:2014); Deutsche Fassung EN 62751-1:2014 |
| DIN EN 62751-2         | VDE 0553-751-2                  | 2015-08 | Bestimmung der Leistungsverluste in Spannungszwischenkreis-Stromrichtern (VSC) für Hochspannungsgleichstrom(HGÜ)Systeme - Teil 2: Modulare Mehrpunkt-Stromrichter - (IEC 62751-2:2014); Deutsche Fassung EN 62751-2:2014 |
| DIN EN 61975           | VDE 0553-975                    | 2011-04 | Anlagen zur Hochspannungsgleichstromübertragung (HGÜ) - Systemprüfungen - (IEC 61975:2010); Deutsche Fassung EN 61975:2010 |
| DIN EN 61204           | VDE 0557-1                      | 2001-11 | Stromversorgungsgeräte für Niederspannung mit Gleichstromausgang - Eigenschaften - (IEC 61204:1993, mod. + A1:2001); Deutsche Fassung EN 61204:1995 + A1:2001 |
| DIN EN 61204-3         | VDE 0557-3                      | 2001-10 | Stromversorgungsgeräte für Niederspannung mit Gleichstromausgang - Elektromagnetische Verträglichkeit (EMV) - (IEC 612043:2000); Deutsche Fassung EN 61204-3:2000 |
| DIN EN 61204-3         | VDE 0557-3 Berichtigung 1       | 2004-04 | Berichtigungen zu DIN EN 61204-3 (VDE 0557 Teil 3):2001-10 |
| DIN EN 61204-6         | VDE 0557-6                      | 2001-10 | Stromversorgungsgeräte für Niederspannung mit Gleichstromausgang - Anforderungen an Stromversorgungsgeräte für Niederspannung geprüfter Qualität - (IEC 61204-6:2000); Deutsche Fassung EN 61204-6:2001 |
| DIN EN 61204-7         | VDE 0557-7                      | 2007-07 | Stromversorgungsgeräte für Niederspannung mit Gleichstromausgang - Teil 7: Sicherheitsanforderungen - (IEC 61204-7:2006); Deutsche Fassung EN 61204-7:2006 |
| DIN EN 61204-7/A11     | VDE 0557-7/A11                  | 2010-11 | Stromversorgungsgeräte für Niederspannung mit Gleichstromausgang - Teil 7: Sicherheitsanforderungen; - Deutsche Fassung EN 61204-7:2006/A11:2009 |
| DIN EN 60146-2         | VDE 0558-2                      | 2001-02 | Halbleiter-Stromrichter - Selbstgeführte Halbleiter-Stromrichter einschließlich Gleichstrom-Direktumrichter - (IEC 60146-2 :1999) Deutsche Fassung EN 60146-2:2000 |
| DIN EN 60146-1-3       | VDE 0558-8                      | 1994-03 | Halbleiter-Stromrichter - Allgemeine Anforderungen und netzgeführte Stromrichter - Transformatoren und Drosselspulen - (IEC 60146-1-3:1991); Deutsche Fassung EN 60146-1-3:1993 |
| DIN EN 60146-1-1       | VDE 0558-11                     | 2011-04 | Halbleiter-Stromrichter – Allgemeine Anforderungen und netzgeführte Stromrichter - Teil 1-1: Festlegung der Grundanforderungen - (IEC 60146-1-1:2009); Deutsche Fassung EN 60146-1-1:2010 |
| DIN EN 62310-1         | VDE 0558-310-1                  | 2006-03 | Statische Transferschalter (STS) - Teil 1: Allgemeine und Sicherheitsanforderungen - (IEC 62310-1:2005); Deutsche Fassung EN 62310-1:2005 |
| DIN EN 62310-2         | VDE 0558-310-2                  | 2007-09 | Statische Transfersysteme (STS) - Teil 2: Anforderungen an die elektromagnetische Verträglichkeit (EMV) - (IEC 62310-2:2006, modifiziert); Deutsche Fassung EN 62310-2:2007 |
| DIN EN 62310-3         | VDE 0558-310-3                  | 2009-04 | Statische Transfersysteme - Teil 3: Verfahren für die Festlegung des Betriebsverhaltens und Prüfanforderungen - (IEC 623103:2008); Deutsche Fassung EN 62310-3:2008 |
| DIN EN 62477-1         | VDE 0558-477-1                  | 2013-04 | Sicherheitsanforderungen an Leistungshalbleiter-Umrichtersysteme und -betriebsmittel - Teil 1: Allgemeines - (IEC 624771:2012); Deutsche Fassung EN 62477-1:2012 |
| DIN EN 62477-1         | VDE 0558-477-1 Berichtigung 1   | 2014-06 | Berichtigung zu DIN EN 62477-1 (VDE 0558-477-1):2013-04 |
| DIN EN 62477-1/A11     | VDE 0558-477-1/A11              | 2015-05 | Sicherheitsanforderungen an Leistungshalbleiter-Umrichtersysteme und -betriebsmittel - Teil 1: Allgemeines; - Deutsche Fassung EN 62477-1:2012/A11:2014 |
| DIN VDE 0558-507       | VDE 0558-507                    | 2008-12 | Batteriegestützte zentrale Stromversorgungssysteme (BSV) für Sicherheitszwecke zur Versorgung medizinisch genutzter Bereiche |
| DIN EN 50171           | VDE 0558-508                    | 2001-11 | Zentrale Stromversorgungssysteme; - Deutsche Fassung EN 50171:2001 + Corrigendum 2001 |
| DIN EN 62040-1         | VDE 0558-510                    | 2013-11 | Unterbrechungsfreie Stromversorgungssysteme (USV) - Teil 1: Allgemeine Anforderungen und Sicherheitsanforderungen - (IEC 62040-1:2008 + Corrigendum September 2008 + A1:2013); Deutsche Fassung EN 62040-1:2008 + Corrigendum Februar 2009 + A1:2013 |
| DIN EN 62040-2         | VDE 0558-520                    | 2006-07 | Unterbrechungsfreie Stromversorgungssysteme (USV) - Teil 2: Anforderungen an die elektromagnetische Verträglichkeit (EMV) - (IEC 62040-2:2005); Deutsche Fassung EN 62040-2:2006 |
| DIN EN 62040-2         | VDE 0558-520 Berichtigung 1     | 2007-02 | Berichtigungen zu DIN EN 62040-2 (VDE 0558-520):2006-07 |
| DIN EN 62040-3         | VDE 0558-530                    | 2011-12 | Unterbrechungsfreie Stromversorgungssysteme (USV) - Teil 3: Methoden zum Festlegen der Leistungs- und Prüfungsanforderungen - (IEC 62040-3:2011); Deutsche Fassung EN 62040-3:2011 |
| DIN EN 62040-4         | VDE 0558-540                    | 2014-03 | Unterbrechungsfreie Stromversorgungssysteme (USV) - Teil 4: Umweltaspekte – Anforderungen und Berichterstattung - (IEC 62040-4:2013); Deutsche Fassung EN 62040-4:2013 |
| DIN VDE 0560-1         | VDE 0560-1                      | 1969-12 | Bestimmungen für Kondensatoren - Allgemeine Bestimmungen |
| DIN EN 60358-1         | VDE 0560-2                      | 2013-05 | Kopplungskondensatoren und kapazitive Teiler - Teil 1: Allgemeine Bestimmungen - (IEC 60358-1:2012); Deutsche Fassung EN 60358-1:2012 |
| DIN EN 60358-2         | VDE 0560-4                      | 2014-07 | Kopplungskondensatoren und kapazitive Teiler - Teil 2: Einphasen-Kopplungskondensatoren für Wechsel- oder Gleichstrom, die für Trägerfrequenzübertragungen auf Hochspannungsleitungen (TFH-Übertragung) zwischen Außenleiter und Erde geschaltet sind - (IEC 60358-2:2013); Deutsche Fassung EN 60358-2:2013                                                        |
| DIN EN 60358-3         | VDE 0560-5                      | 2015-11 | Kopplungskondensatoren und kapazitive Teiler - Teil 3: Kopplungskondensatoren für Wechsel- oder Gleichstrom als Oberwellenfilter - (IEC 60358-3:2013); Deutsche Fassung EN 60358-3:2014 |
| DIN EN 60252-1         | VDE 0560-8                      | 2014-07 | Motorkondensatoren - Teil 1: Allgemeines – Leistung, Prüfung und Bemessung – Sicherheitsanforderungen – Leitfaden für die Installation und den Betrieb - (IEC 60252-1:2010 + A1:2013); Deutsche Fassung EN 60252-1:2011 + A1:2013 |
| DIN EN 60110-1         | VDE 0560-9                      | 1999-09 | Leistungskondensatoren für induktive Erwärmungsanlagen - Allgemeines - (IEC 60110-1:1998); Deutsche Fassung EN 601101:1998 |
| DIN VDE 0560-10        | VDE 0560-10                     | 1964-10 | Regeln für Kondensatoren - Hochfrequenz-Leistungskondensatoren |
| DIN EN 61270-1         | VDE 0560-22                     | 1997-12 | Kondensatoren für Mikrowellenkochgeräte - Allgemeines - (IEC 61270-1:1996); Deutsche Fassung EN 61270-1:1996 |
| DIN EN 60143-4         | VDE 0560-41                     | 2011-09 | Reihenkondensatoren für Starkstromanlagen - Teil 4: Thyristorgesteuerte Reihenkondensatoren - (IEC 60143-4:2010); Deutsche Fassung EN 60143-4:2010 |
| DIN EN 60143-1         | VDE 0560-42                     | 2016-04 | Reihenkondensatoren für Starkstromanlagen - Teil 1: Allgemeines - (IEC 60143-1:2015); Deutsche Fassung EN 60143-1:2015 |
| DIN EN 60143-2         | VDE 0560-43                     | 2014-01 | Reihenkondensatoren für Starkstromanlagen - Teil 2: Schutzeinrichtungen für Reihenkondensatorbatterien - (IEC 60143-2:2012); Deutsche Fassung EN 60143-2:2013 |
| DIN EN 60143-3         | VDE 0560-44                     | 2016-04 | Reihenkondensatoren für Starkstromanlagen - Teil 3: Eingebaute Sicherungen - (IEC 60143-3:2015); Deutsche Fassung EN 60143-3:2015 |
| DIN EN 60931-3         | VDE 0560-45                     | 1997-08 | Nichtselbstheilende Leistungs-Parallelkondensatoren für Wechselspannungs-Starkstromanlagen mit einer Nennspannung bis 1 kV - Eingebaute Sicherungen - (IEC 60931-3:1996); Deutsche Fassung EN 60931-3:1996 |
| DIN EN 60831-1         | VDE 0560-46                     | 2014-11 | Selbstheilende Leistungs-Parallelkondensatoren für Wechselstromanlagen mit einer Bemessungsspannung bis 1 000 V - Teil 1: Allgemeines – Leistungsanforderungen, Prüfung und Bemessung – Sicherheitsanforderungen – Anleitung für Errichtung und Betrieb - (IEC 60831-1:2014 + Cor.:2014); Deutsche Fassung EN 60831-1:2014                                          |
| DIN EN 60831-2         | VDE 0560-47                     | 2014-11 | Selbstheilende Leistungs-Parallelkondensatoren für Wechselstromanlagen mit einer Bemessungsspannung bis 1 000 V - Teil 2: Alterungsprüfung, Selbstheilungsprüfung und Zerstörungsprüfung - (IEC 60831-2:2014); Deutsche Fassung EN 60831-2:2014 |
| DIN EN 60931-1         | VDE 0560-48                     | 2003-07 | Nichtselbstheilende Leistungs-Parallelkondensatoren für Wechselstromanlagen mit einer Nennspannung bis 1 kV - Teil 1: Allgemeines, Leistungsanforderungen, Prüfung und Bemessung - Sicherheitsanforderungen - Anleitung für Errichtung und Betrieb - (IEC 60931-1:1996 + A1:2002); Deutsche Fassung EN 60931-1:1996 + A1:2003                                       |
| DIN EN 60931-2         | VDE 0560-49                     | 1997-08 | Nichtselbstheilende Leistungs-Parallelkondensatoren für Wechselstromanlagen mit einer Nennspannung bis 1 kV - Alterungs- und Zerstörungsprüfung - (IEC 60931-2:1995); Deutsche Fassung EN 60931-2:1996 |
| DIN EN 62146-1         | VDE 0560-50                     | 2014-10 | Steuerkondensatoren für Hochspannungs-Wechselstrom-Leistungsschalter - Teil 1: Allgemeines - (IEC 62146-1:2013); Deutsche Fassung EN 62146-1:2014 |
| DIN EN 61048           | VDE 0560-61                     | 2007-02 | Geräte für Lampen - Kondensatoren für Leuchtstofflampen- und andere Entladungslampenkreise - Allgemeine Anforderungen und Sicherheitsanforderungen - (IEC 61048:2006); Deutsche Fassung EN 61048:2006 |
| DIN EN 61049           | VDE 0560-62                     | 1994-04 | Kondensatoren für Entladungslampen-Anlagen, insbesondere Leuchtstofflampen-Anlagen - Leistungsanforderungen - (IEC 61049:1991, mod. + Corrigendum 1992); Deutsche Fassung EN 61049:1993 |
| DIN EN 60252-2         | VDE 0560-82                     | 2014-07 | Wechselspannungsmotorkondensatoren - Teil 2: Motoranlaufkondensatoren - (IEC 60252-2:2010 + A1:2013); Deutsche Fassung EN 60252-2:2011+ A1:2013 |
| DIN EN 61071           | VDE 0560-120                    | 2008-01 | Kondensatoren der Leistungselektronik - (IEC 61071:2007); Deutsche Fassung EN 61071:2007 |
| DIN EN 60871-1         | VDE 0560-410                    | 2015-04 | Parallelkondensatoren für Wechselspannungs-Starkstromanlagen mit einer Bemessungsspannung über 1 kV - Teil 1: Allgemeines - (IEC 60871-1:2014); Deutsche Fassung EN 60871-1:2014 |
| DIN IEC/TS 60871-2     | VDE V 0560-420                  | 2015-10 | Parallelkondensatoren für Wechselspannungs-Starkstromanlagen mit einer Bemessungsspannung über 1 000 V - Teil 2: Dauerhaftigkeitsprüfung - (IEC/TS 60871-2:2014) |
| DIN EN 61642           | VDE 0560-430                    | 1998-11 | Von Oberschwingungen beeinflußte industrielle Wechselstromnetze - Anwendung von Filtern und Parallelkondensatoren - (IEC 61642:1997); Deutsche Fassung EN 61642:1997 |
| DIN EN 60871-4         | VDE 0560-440                    | 2015-11 | Parallelkondensatoren für Wechselspannungs-Starkstromanlagen mit einer Bemessungsspannung über 1 000 V - Teil 4: Eingebaute Sicherungen - (IEC 60871-4:2014); Deutsche Fassung EN 60871-4:2014 |
| DIN EN 61921           | VDE 0560-700                    | 2004-02 | Leistungskondensatoren - Kondensatorbatterien zur Korrektur des Niederspannungsleistungsfaktors - (IEC 61921:2003); Deutsche Fassung EN 61921:2003 |
| DIN EN 137000          | VDE 0560-800                    | 1998-03 | Fachgrundspezifikation - Aluminium-Elektrolyt-Wechselspannungskondensatoren mit flüssigem Elektrolyten zum Betrieb mit Motoren; - Deutsche Fassung EN 137000:1995 |
| DIN EN 137100          | VDE 0560-810                    | 1998-03 | Rahmenspezifikation - Aluminium-Elektrolyt-Wechselspannungskondensatoren mit flüssigem Elektrolyten zur Verwendung im Motoranlaßbetrieb - Bauartanerkennung; - Deutsche Fassung EN 137100:1995 |
| DIN EN 137101          | VDE 0560-811                    | 1998-03 | Vordruck für Bauartspezifikation - Aluminium-Elektrolyt-Wechselspannungskondensatoren mit flüssigem Elektrolyten zur Verwendung im Motoranlaßbetrieb - Bauartanerkennung; - Deutsche Fassung EN 137101:1995 |
| DIN EN 60940           | VDE 0565                        | 2015-11 | Grundlagen für die Anwendung von Kondensatoren, Widerständen, Drosseln und vollständigen Filtereinheiten zur Unterdrückung elektromagnetischer Störungen - (IEC 60940:2015); Deutsche Fassung EN 60940:2015 |
| DIN EN 60384-1         | VDE 0565-1                      | 2010-05 | Festkondensatoren zur Verwendung in Geräten der Elektronik - Teil 1: Fachgrundspezifikation - (IEC 60384-1:2008 + Corrigendum 2008); Deutsche Fassung EN 60384-1:2009 |
| DIN EN 60384-14        | VDE 0565-1-1                    | 2014-04 | Festkondensatoren zur Verwendung in Geräten der Elektronik - Teil 14: Rahmenspezifikation – Festkondensatoren zur Unterdrückung elektromagnetischer Störungen, geeignet für Netzbetrieb - (IEC 60384-14:2013); Deutsche Fassung EN 6038414:2013 |
| DIN EN 60384-14-1      | VDE 0565-1-2                    | 2006-04 | Festkondensatoren zur Verwendung in Geräten der Elektronik - Teil 14-1: Vordruck für Bauartspezifikation - Festkondensatoren zur Unterdrückung elektromagnetischer Störungen, geeignet für Netzbetrieb - Bewertungsstufe D - (IEC 60384-14-1:2005); Deutsche Fassung EN 60384-14-1:2005                                                                             |
| DIN EN 60384-14-2      | VDE 0565-1-3                    | 2005-07 | Festkondensatoren zur Verwendung in Geräten der Elektronik - Teil 14-2: Vordruck für Bauartspezifikation - Kondensatoren zur Unterdrückung elektromagnetischer Störungen, geeignet für Netzbetrieb - Nur Sicherheitsprüfungen - (IEC 60384-14-2:2004); Deutsche Fassung EN 60384-14-2:2004                                                                          |
| DIN EN 60384-14-3      | VDE 0565-1-4                    | 2005-07 | Festkondensatoren zur Verwendung in Geräten der Elektronik - Teil 14-3: Vordruck für Bauartspezifikation - Kondensatoren zur Unterdrückung elektromagnetischer Störungen, geeignet für Netzbetrieb - Bewertungsstufe DZ - (IEC 60384-14-3:2004); Deutsche Fassung EN 60384-14-3:2004                                                                                |
| DIN EN 60938-1         | VDE 0565-2                      | 2008-02 | Drosseln zur Unterdrückung elektromagnetischer Störungen - Teil 1: Fachgrundspezifikation - (IEC 60938-1:1999 + A1:2006); Deutsche Fassung EN 60938-1:1999 + A1:2007 |
| DIN EN 60938-2         | VDE 0565-2-1                    | 2008-02 | Drosseln zur Unterdrückung elektromagnetischer Störungen - Teil 2: Rahmenspezifikation - (IEC 60938-2:1999 + A1:2006); Deutsche Fassung EN 60938-2:1999 + A1:2007 |
| DIN EN 60938-2-1       | VDE 0565-2-2                    | 2000-12 | Drosseln zur Unterdrückung elektromagnetischer Störungen - Teil 2-1: Vordruck für Bauartspezifikation; Drosseln, für die Sicherheitsprüfungen erforderlich sind - Bewertungsstufe D - (IEC 60938-2-1:1999) Deutsche Fassung EN 60938-2-1:1999 |
| DIN EN 60938-2-2       | VDE 0565-2-3                    | 2000-12 | Drosseln zur Unterdrückung elektromagnetischer Störungen - Vordruck für Bauartspezifikation; Drosseln, für die nur Sicherheitsprüfungen erforderlich sind - (IEC 60938-2-2:1999) Deutsche Fassung EN 60938-2-2:1999 |
| DIN EN 60939-1         | VDE 0565-3                      | 2011-04 | Passive Filter für die Unterdrückung von elektromagnetischen Störungen - Teil 1: Fachgrundspezifikation - (IEC 60939-1:2010); Deutsche Fassung EN 60939-1:2010 |
| DIN EN 60939-2         | VDE 0565-3-1                    | 2006-05 | Passive Filter für die Unterdrückung von elektromagnetischen Störungen - Teil 2: Rahmenspezifikation: Filter, für die Sicherheitsprüfungen vorgeschrieben sind - Prüfverfahren und allgemeine Anforderungen - (IEC 60939-2:2005 + Corrigendum:2005); Deutsche Fassung EN 60939-2:2005                                                                               |
| DIN EN 60939-2-1       | VDE 0565-3-2                    | 2005-08 | Vollständige Filter zur Unterdrückung von Funkstörungen - Teil 2-1: Vordruck für Bauartspezifikation - Passive Filter zur Unterdrückung elektromagnetischer Störungen - Filter, für die Sicherheitsprüfungen vorgeschrieben sind (Bewertungsstufe D/DZ) - (IEC 60939-2-1:2004); Deutsche Fassung EN 60939-2-1:2004                                                  |
| DIN EN 60939-2-2       | VDE 0565-3-3                    | 2005-08 | Vollständige Filter zur Unterdrückung von Funkstörungen - Teil 2-2: Vordruck für Bauartspezifikation - Passive Filter zur Unterdrückung elektromagnetischer Störungen - Filter, für die Sicherheitsprüfungen vorgeschrieben sind (nur Sicherheitsprüfungen) - (IEC 60939-2-2:2004); Deutsche Fassung EN 60939-2-2:2004                                              |
| DIN EN 55017           | VDE 0565-17                     | 2012-04 | Verfahren zur Messung der Entstöreigenschaften von passiven EMV-Filtern - (CISPR 17:2011); Deutsche Fassung EN 55017:2011 |
| DIN EN 61558-1         | VDE 0570-1                      | 2006-07 | Sicherheit von Transformatoren, Netzgeräten, Drosseln und dergleichen - Teil 1: Allgemeine Anforderungen und Prüfungen - (IEC 61558-1:2005); Deutsche Fassung EN 61558-1:2005 |
| DIN EN 61558-1         | VDE 0570-1 Berichtigung 1       | 2008-11 | Berichtigungen zu DIN EN 61558-1 (VDE 0570-1):2006-07 |
| DIN EN 61558-1         | VDE 0570-1 Berichtigung 2       | 2008-12 | Berichtigungen zu DIN EN 61558-1 (VDE 0570-1):2006-07; Deutsche Fassung CENELEC-Cor.:2006 zu EN 61558-1:2005 |
| DIN EN 61558-1/A1      | VDE 0570-1/A1                   | 2009-11 | Sicherheit von Transformatoren, Netzgeräten, Drosseln und dergleichen - Teil 1: Allgemeine Anforderungen und Prüfungen - (IEC 61558-1:2005/A1:2009); Deutsche Fassung EN 61558-1:2005/A1:2009 |
| DIN EN 61558-2-1       | VDE 0570-2-1                    | 2007-11 | Sicherheit von Transformatoren, Netzgeräten, Drosseln und dergleichen - Teil 2-1: Besondere Anforderungen und Prüfungen an Netztransformatoren und Netzgeräten, die Netztransformatoren enthalten, für allgemeine Anwendungen - (IEC 61558-2-1:2007); Deutsche Fassung EN 61558-2-1:2007                                                                            |
| DIN EN 61558-2-2       | VDE 0570-2-2                    | 2007-11 | Sicherheit von Transformatoren, Netzgeräten, Drosseln und dergleichen - Teil 2-2: Besondere Anforderungen und Prüfungen an Steuertransformatoren und Netzgeräten, die Steuertransformatoren enthalten - (IEC 61558-2-2:2007); Deutsche Fassung EN 61558-2-2:2007 |
| DIN EN 61558-2-3       | VDE 0570-2-3                    | 2011-03 | Sicherheit von Transformatoren, Drosseln, Netzgeräten und entsprechenden Kombinationen - Teil 2-3: Besondere Anforderungen und Prüfungen an Zündtransformatoren für Gas- und Ölbrenner - (IEC 61558-2-3:2010); Deutsche Fassung EN 61558-2-3:2010 |
| DIN EN 61558-2-4       | VDE 0570-2-4                    | 2009-12 | Sicherheit von Transformatoren, Drosseln, Netzgeräten und dergleichen für Versorgungsspannungen bis 1 100 V - Teil 2-4: Besondere Anforderungen und Prüfungen an Trenntransformatoren und Netzgeräte, die Trenntransformatoren enthalten - (IEC 61558-2-4:2009); Deutsche Fassung EN 61558-2-4:2009                                                                 |
| DIN EN 61558-2-5       | VDE 0570-2-5                    | 2011-03 | Sicherheit von Transformatoren, Drosseln, Netzgeräten und entsprechenden Kombinationen - Teil 2-5: Besondere Anforderungen und Prüfungen an Transformatoren für Rasierer, Netzgeräte für Rasierer und Rasiersteckdosen-Einheiten - (IEC 61558-2-5:2010); Deutsche Fassung EN 61558-2-5:2010                                                                         |
| DIN EN 61558-2-6       | VDE 0570-2-6                    | 2010-04 | Sicherheit von Transformatoren, Drosseln, Netzgeräten und dergleichen für Versorgungsspannungen bis 1 100 V - Teil 2-6: Besondere Anforderungen und Prüfungen an Sicherheitstransformatoren und Netzgeräte, die Sicherheitstransformatoren enthalten - (IEC 61558-2-6:2009); Deutsche Fassung EN 61558-2-6:2009                                                     |
| DIN EN 61558-2-7       | VDE 0570-2-7                    | 2008-06 | Sicherheit von Transformatoren, Netzgeräten, Drosseln und dergleichen - Teil 2-7: Besondere Anforderungen und Prüfungen an Transformatoren und Netzgeräte für Spielzeuge - (IEC 61558-2-7:2007, modifiziert); Deutsche Fassung EN 61558-2-7:2007 |
| DIN EN 61558-2-8       | VDE 0570-2-8                    | 2011-03 | Sicherheit von Transformatoren, Drosseln, Netzgeräten und entsprechenden Kombinationen - Teil 2-8: Besondere Anforderungen und Prüfungen an Transformatoren und Netzgeräten für Klingeln und Läutewerke - (IEC 61558-2-8:2010); Deutsche Fassung EN 61558-2-8:2010                                                                                                  |
| DIN EN 61558-2-9       | VDE 0570-2-9                    | 2011-09 | Sicherheit von Transformatoren, Drosseln, Netzgeräten und entsprechenden Kombinationen - Teil 2-9: Besondere Anforderungen und Prüfungen an Transformatoren und Netzgeräten für Handleuchten der Schutzklasse III für Wolframdrahtlampen - (IEC 615582-9:2010); Deutsche Fassung EN 61558-2-9:2011                                                                  |
| DIN EN 61558-2-10      | VDE 0570-2-10                   | 2014-12 | Sicherheit von Transformatoren, Netzgeräten, Drosseln und dergleichen - Teil 2-10: Besondere Anforderungen und Prüfungen an Netztransformatoren mit hohem Isolationspegel und Netztransformatoren mit Ausgangsspannungen über 1 000 V - (IEC 61558-210:2014); Deutsche Fassung EN 61558-2-10:2014                                                                   |
| DIN EN 61558-2-12      | VDE 0570-2-12                   | 2011-12 | Sicherheit von Transformatoren, Drosseln, Netzgeräten und entsprechende Kombinationen - Teil 2-12: Besondere Anforderungen und Prüfungen für magnetische Spannungskonstanthalter und Netzgeräte, die Spannungskonstanthalter enthalten - (IEC 61558-212:2011); Deutsche Fassung EN 61558-2-12:2011                                                                  |
| DIN EN 61558-2-13      | VDE 0570-2-13                   | 2009-11 | Sicherheit von Transformatoren, Drosseln, Netzgeräten und dergleichen für Versorgungsspannungen bis 1 100 V - Teil 2-13: Besondere Anforderungen und Prüfungen an Spartransformatoren und Netzgeräte, die Spartransformatoren enthalten - (IEC 61558-2-13:2009); Deutsche Fassung EN 61558-2-13:2009                                                                |
| DIN EN 61558-2-14      | VDE 0570-2-14                   | 2013-09 | Sicherheit von Transformatoren, Drosseln, Netzgeräten und deren Kombinationen - Teil 2-14: Besondere Anforderungen und Prüfungen fürStelltransformatoren und Netzgeräte, die Stelltransformatoren enthalten - (IEC 61558-2-14:2012); Deutsche Fassung EN 61558-2-14:2013                                                                                            |
| DIN EN 61558-2-15      | VDE 0570-2-15                   | 2012-09 | Sicherheit von Transformatoren, Drosseln, Netzgeräten und entsprechenden Kombinationen - Teil 2-15: Besondere Anforderungen und Prüfungen an Trenntransformatoren zur Versorgung medizinischer Räume - (IEC 61558-2-15:2011); Deutsche Fassung EN 61558-2-15:2012                                                                                                   |
| DIN EN 61558-2-16      | VDE 0570-2-16                   | 2014-06 | Sicherheit von Transformatoren, Drosseln, Netzgeräten und dergleichen für Versorgungsspannungen bis 1 100 V - Teil 2-16: Besondere Anforderungen und Prüfungen an Schaltnetzteilen (SMPS) und Transformatoren für Schaltnetzteile - (IEC 61558-216:2009 + A1:2013); Deutsche Fassung EN 61558-2-16:2009 + A1:2013                                                   |
| DIN EN 61558-2-19      | VDE 0570-2-19                   | 2001-09 | Sicherheit von Transformatoren, Netzgeräten und dergleichen - Besondere Anforderungen an Störminderungs-Transformatoren - (IEC 61558-2-19:2000); Deutsche Fassung EN 61558-2-19:2001 |
| DIN EN 61558-2-20      | VDE 0570-2-20                   | 2011-09 | Sicherheit von Transformatoren, Drosseln, Netzgeräten und entsprechenden Kombinationen - Teil 2-20: Besondere Anforderungen und Prüfungen an Kleindrosseln - (IEC 61558-2-20:2010); Deutsche Fassung EN 61558-2-20:2011 |
| DIN EN 61558-2-23      | VDE 0570-2-23                   | 2011-07 | Sicherheit von Transformatoren, Drosseln, Netzgeräten und entsprechenden Kombinationen - Teil 2-23: Besondere Anforderungen und Prüfungen für Transformatoren und Netzgeräte für Baustellen - (IEC 61558-2-23:2010); Deutsche Fassung EN 61558-2-23:2010 |
| DIN EN 61558-2-26      | VDE 0570-2-26                   | 2014-05 | Sicherheit von Transformatoren, Drosseln, Netzgeräten und deren Kombinationen - Teil 2-26: Besondere Anforderungen und Prüfungen fürTransformatoren und Netzgeräte zur Energieeinsparung sowie für andere Zwecke - (IEC 61558-2-26:2013); Deutsche Fassung EN 61558-2-26:2013                                                                                       |
| DIN EN 62041           | VDE 0570-10                     | 2011-09 | Sicherheit von Transformatoren, Drosseln, Netzgeräten und entsprechenden Kombinationen - EMV-Anforderungen - (IEC 62041:2010); Deutsche Fassung EN 62041:2010 |
| DIN VDE 0580           | VDE 0580                        | 2011-11 | Elektromagnetische Geräte und Komponenten - Allgemeine Bestimmungen |